# Ganyra josephina
Ganyra josephina is een vlindersoort uit de familie van de Pieridae (witjes), onderfamilie Pierinae.
Ganyra josephina werd in 1819 beschreven door Godart.